# Alfred Dethuin
Alfred Félix Adolphe Dethuin (Bergen, 10 mei 1835 - Brussel, 1 mei 1913) was een Belgisch volksvertegenwoordiger en senator.

## Levensloop
Dethuin behoorde tot een notabele familie in Bergen. Zijn grootvader Louis Dethuin (1795-1835) was advocaat, notaris en adjoint au maire in Bergen. Zijn vader, Auguste Désiré Dethuin (1801-1868) was advocaat, notaris, burgemeester van Bergen en senator.
Hijzelf, getrouwd met Rosalie Toucheboeuf, werd verkozen tot liberaal volksvertegenwoordiger (1866-1881) en tot senator (1881-1894) voor het arrondissement Bergen.